# Andrés Wood
Andrés Wood Montt (Santiago, 14 de setembre de 1965), és un director de cinema xilè.

## Vida privada
És germà de la documentalista i ex directora de programació de TVN, María Elena Wood, i està casat amb Paz Puga, amb qui té tres fills: Mariano, Ana i Amanda.
Va estudiar en el Saint George's College de Santiago. Encara que després va estudiar enginyeria comercial en la Pontifícia Universitat Catòlica de Xile, sempre li va cridar l'atenció el setè art. Així és com després d'acabar aquesta carrera va viatjar a Nova York per a estudiar direcció de fotografia (1990-1991), i va realitzar allí el seu primer curtmetratge, Idilio.
De tornada a Xile, a finalitats de 1992, va començar a elaborar una sèrie de projectes audiovisuals. En 1994 va dirigir dos curtmetratge; un d'ells, Reunión de familia, es va convertir en la primera producció xilena a participar de la selecció oficial del Festival Internacional de Clarmont d'Alvèrnia, França, i va rebre el premi al millor director al Festival Internacional de Cinema de Viña del Mar. En forma paral·lela als seus projectes audiovisuals, Wood treballava en la realització de comercials per a la televisió.

## Carrera professional
El 1997 comença a gestar-se el que seria el seu primer gran èxit massiu. Durant aquest any dirigeix i coescriu Historias de fútbol, el seu primer llargmetratge, que va ser finançat amb una aportació del Fondart, inversions del mateix director i alguns socis, a més d'aportacions del Fons del Sud de França.
La pel·lícula es divideix en tres contes de mitja hora cadascun, tots relacionats amb el futbol, comptant les diferents realitats que es viuen en aquest esport en totes les regions del país.
A Xile, unes 600 mil persones van veure el film i a més es va mostrar en països de Iberoamèrica, Austràlia, Canadà, Espanya, Estats Units i França, amb gran èxit en tots ells. Wood rep diversos esments en diferents festivals de cinema, entre elles els esments dels jurats al de Sant Sebastià i del XXIII de Huelva, Espanya, en el qual competia amb altres tretze cintes de la resta del món.
Després de la fama adquirida amb Historias de fútbol, Wood se embarca en un nuevo proyecto cinematográfico: El desquite, història adaptada de les dècimes de Roberto Parra Sandoval, i que narra la història d'un patró de fundo del sud, mostrant la realitat viscuda en latifundis de Xile. La producció, que originalment es va presentar com a mini sèrie a Televisión Nacional de Chile, va tenir una reedició de dues hores per a ser presentada en cinema.
En 1987, mentre treballava en una empresa com a avaluador de projectes a Aysén, es va adonar de la commoció que causava el boig, les màfies que giraven al voltant de l'extracció d'aquest mol·lusc i la bogeria de les prostitutes en veure a tants homes amb diners, en una zona que no es caracteritza per tenir grans riqueses. Aquí neix la idea de realitzar un film sobre aquest fenomen, que comença a rodar en 1999, a l'illa Toto, un poble sense carrers de l'onzena regió.
Escrita i dirigida per Wood, La fiebre del loco es va estrenar el 4 d'octubre de 2001 i immediatament es va transformar en èxit de taquilla a Xile i va rebre diversos premis internacionals en diferents mostres de cinema: Millor Director en la VIII de Cinema Llatinoamericà de Catalunya, en Lleida i Millor Guió Inèdit en el Festival de l'Havana, Cuba.
El seu treball més conegut és el seu quart llargmetratge, Machuca, ambientada poc abans del cop d'estat de l'11 de setembre de 1973. Aquest film va arribar precedit d'excel·lents comentaris després de la seva presentació en el Festival de Cannes. Relata la relació de dos nens, un provinent d'una família rica, i l'altre marginal, les vides del qual es creuen tan bon punt un col·legi religiós posa en funcionament un programa d'integració social.
La seva estrena oficial es va efectuar en el marc de la Quinzena de Realitzadors de Cannes, al maig de 2004, on va obtenir un esment especial del premi François Chalais d'aquest any, que lliura el Ministeri francès de la Cultura i el Centre Nacional de la Cinematografia de la mateixa nació. Des d'aquesta data, s'ha passejat per diversos festivals internacionals.
A més, almenys dotze països van adquirir els drets d'exhibició del film, entre ells Espanya, el Japó, Regne Unit i Suïssa.
En 2008, va estrenar el seu llargmetratge La buena vida, cinta que va guanyar a Espanya el Colón d'Or al novembre i el Goya a la Millor Pel·lícula Estrangera Hispanoamericana al febrer de 2009.
Li va seguir Violeta se fue a los cielos, pel·lícula estrenada en 2011 i que ha guanyat diversos guardons entre els quals destaca el Gran Premi Internacional del Jurat al Festival de Sundance (gener de 2012). La cinta està basada en la biografia homònima que Ángel Parra va escriure sobre la seva mare, Violeta Parra.
En 2013 va escriure i va dirigir la minisèrie televisiva de tres capítols Ecos del desierto, inspirada en la història real de l'advocada de drets humans Carmen Hertz i la seva lluita per portar davant la justícia als responsables de la mort del seu marit, Carlos Berger, assassinat al costat d'altres 96 persones a les mans de l'exèrcit durant la massacre anomenada Caravana de la mort, perpetrada poc després del cop d'estat de 1973. Ecos del desierto va ser estrenada per Chilevisión entre el 9 i l'11 de setembre de 2013, coincidint amb els 40 anys del cop militar, i va ser transmesa per a tota Llatinoamèrica dos mesos més tard per la cadena TNT.
És un dels dos directors, juntament amb Francisco Arévalo, de Wood Produccions, amb la qual ha fet els seus llargmetratges en cooperació amb altres productores.

## Premis i reconeixements
- Premi del Festival Internacional de Cinema de Viña del Mar al millor director pel curtmetratge Reunión de familia
- Premi de la Mostra de Cinema Llatinoamericà de Catalunya 2002 al millor director per La fiebre del loco
- Premi del Festival Internacional del Nou Cinema Llatinoamericà de l'Havana 2001 al millor guió inèdit per La fiebre del loco
- Premi Benjamín Vicuña Mackenna 2004 (atorgat a personalitats que des dels seus àmbits han contribuït al progrés i el desenvolupament de Santiago)
- Colón d'Or 2008 (Festival de Cinema Iberoamericà de Huelva) per La buena vida
- Goya 2009 a la millor pel·lícula estrangera hispanoamericana per La buena vida
- Premi Pedro Sienna 2011 per Violeta se fue a los cielos
- Colón de Plata del Festival de Cinema Iberoamericà de Huelva 2011 a la millor direcció per Violeta se fue a los cielos
- Gran Premi Internacional del Jurat en el Festival de Sundance 2012 per Violeta se fue a los cielos

## Filmografia

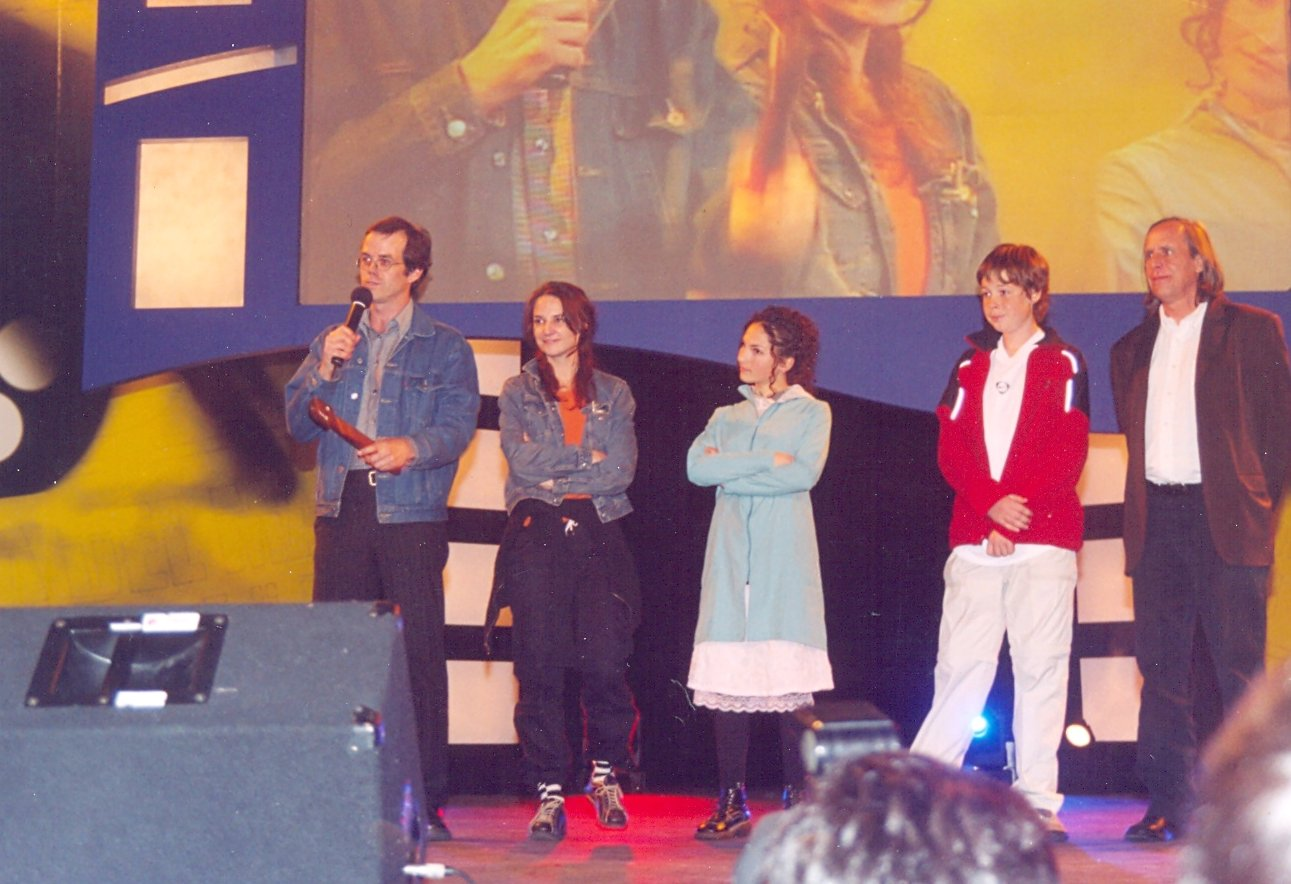
Wood amb Aline Kuppenheim i Manuela Martelli, durant la premiació de la pel·lícula Machuca al Festival Internacional de Cinema de Viña del Mar de 2004.

### Director
- Romance (1992), curtmetratge.
- Reunión de familia (1994), curtmetratge.
- Historias de fútbol (1997).
- El desquite (1999).
- La fiebre del loco (2001).
- Machuca (2004).
- La buena vida (2008).
- Violeta se fue a los cielos (2011).
- Ecos del desierto, minisèrie per Chilevisión (2013).
- Ramona, sèrie de televisió (2017).
- Araña (2019).

### Guionista
- Historias de fútbol (1997).
- El desquite (1999).
- La fiebre del loco (2001).
- Machuca (2004).
- Ecos del desierto, amb Guillermo Calderón; minisèrie per Chilevisión (2013).
- Araña, amb Guillermo Calderón (2019).

### Productor
- La fiebre del loco (2001).
- Machuca (2004).
- Nacido y criado (2006) (coproductor).
- La buena vida (2008).
- Los 80 (2008-2014).
- Pulseras rojas (2014).
- Mary & Mike (2018).